# 帶甲
帶甲，又稱甲士(帶甲之士)，甲，指鎧甲，一般是對於步兵的統稱。帶甲一詞源於戰國策。其它不同的說法:武士、蒼頭。

## 不同
- 楚國的士兵除了稱帶甲之外，又稱持戟(拿著戟的士兵)。
- 秦國的士兵除了稱帶甲之外，又稱奮擊或銳卒(因為商鞅變法之後，秦國的士兵，作戰變的非常勇猛)。